# Brigadas Al-Quds
Brigadas Al-Quds (em árabe: سرايا القدس, translit. Saraya al-Quds, lit. 'Brigadas de Jerusalém') é o braço armado da organização islâmica palestina Jihad Islâmica Palestina (JIP), que é o segundo maior grupo na Faixa de Gaza, depois do Hamas. O líder da BAQ é Ziyad al-Nakhalah, baseado em Damasco, Síria. O chefe da BAQ na Faixa de Gaza era Baha Abu al-Ata até ser morto em novembro de 2019.
A organização-mãe da BAQ, a JIP, dedica-se ao estabelecimento de um Estado islâmico e à colonização dos palestinianos no que considera a sua pátria legítima, dentro das fronteiras geográficas da Palestina pré-1948 sob mandato britânico. Recusa-se a participar em processos políticos ou negociações sobre uma troca de colonatos israelitas e palestinianos. O PIJ é financiado maioritariamente pelo Irão e pela Síria.

## Membros atuais
- Abu Hamza (em árabe: أبو حمزة, translit. Abū Hamza) é o nome de guerra de um militante palestino que é o porta-voz da organização.[9][10]

## Fotos

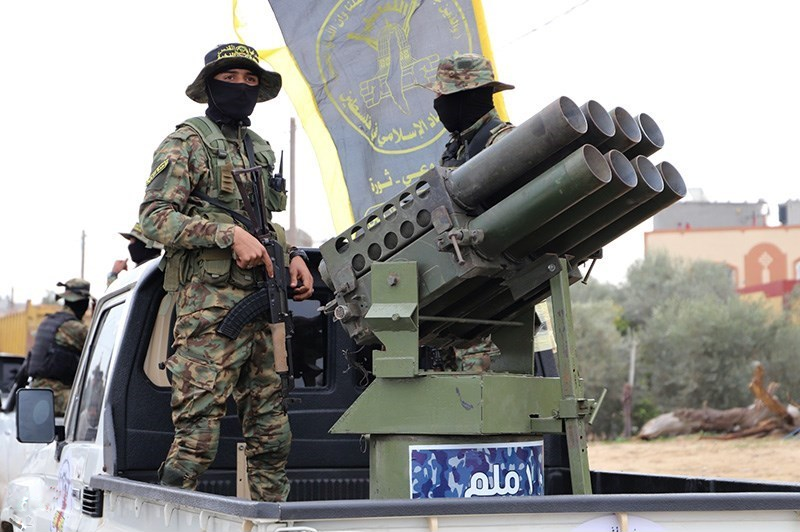
Membros das brigadas Al-Quds desfilam pela Faixa de Gaza com um lançador múltiplo de foguetes.
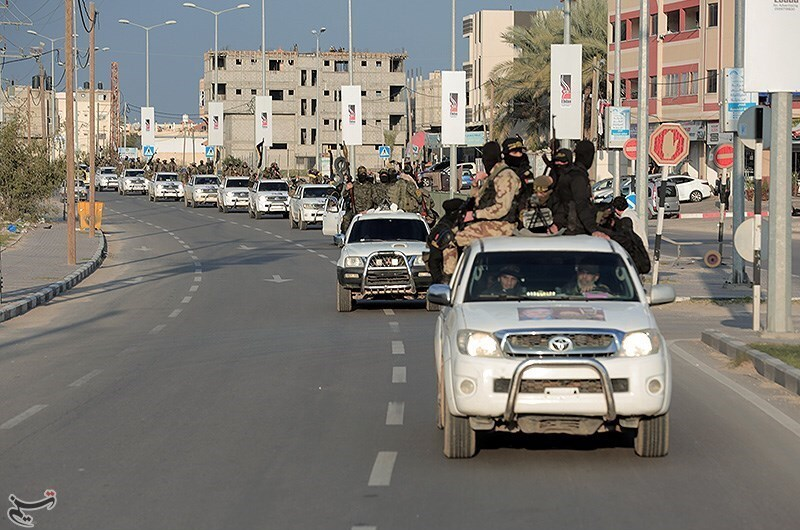
Comboio de militantes das Brigadas Al-Quds.
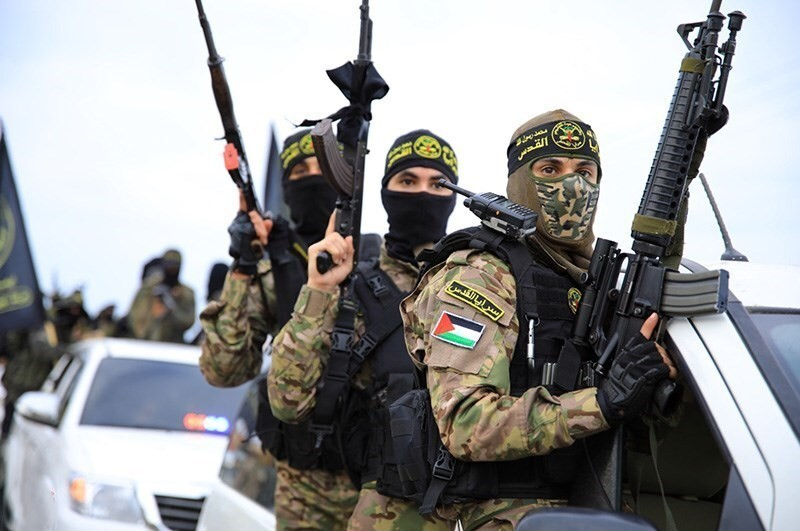
Militantes das Brigadas Al-Quds em Gaza, 2022.